# Nwankwo Ugochukwu
Nwankwo Anthony Ugochukwu (* 28. November 1993 in Lagos) ist ein nigerianischer Fußballspieler.

## Karriere
Ugochukwu gehörte in der Spielzeit 2018 dem in Hakha, der Hauptstadt des Chin-Staates, ansässigen GFA FC an.
In Myanmars höchster Fußballspielklasse, der Myanmar National League, bestritt er fünf Punktspiele für den Gospel For Asia FC, in denen er ein Tor erzielte. Er debütierte am 15. Januar (1. Spieltag) beim 1:1-Unentschieden im Auswärtsspiel gegen den Southern Myanmar FC. Sein einziges Tor erzielte er am 20. Januar (2. Spieltag) beim 3:0-Sieg im Auswärtsspiel gegen den Liganeuling und späteren Absteiger Myawady FC mit dem Treffer zum 1:0 in der 19. Minute. Sein letztes Punktspiel bestritt er am 9. Juni (15. Spieltag) beim 2:2-Unentschieden im Heimspiel gegen Sagaing United.
Seine Vereinszugehörigkeit vor und nach der Spielzeit 2018 ist nicht dokumentiert.